# Chileense Matorral
De Chileense Matorral vormt een terrestrische ecoregio in Centraal Chili, gelegen aan de westkust van Zuid-Amerika. 

## De ecoregio
De ecoregio vormt een lange smalle strook die aan de westzijde begrensd wordt door de Stille Oceaan en aan de oostkant door de zuidelijke Andes. Ten noorden van de ecoregio bevindt zich de zeer droge Atacamawoestijn en ten zuiden bevinden zich de koelere en nattere gematigde bossen van Valdivia.  De ecoregio bedekt delen van de Cordillera de la Costa, een kustgebergte die evenwijdig loopt aan de westkust en de dieper landinwaarts liggende Valle Longitudinal, een laagte die zich bevindt tussen de Cordillera de la Costa en het Andesgebergte. 
De ecoregio heeft een mediterraan klimaat met regenachtige winters en droge zomers.

## Flora en fauna

In deze ecoregio komen bromelia's voor uit het geslacht Puya, zoals deze Puya berteroniana

Binnen de Chileense Matorral komen verschillende begroeiingstypen voor. Ongeveer 95% van de voorkomende plantensoorten zijn endemisch in Chili, zoals onder andere Gomortega keule, Pitavia punctata, Nothofagus alessandrii en Jubaea chilensis. Ook komen er zeven endemische vogelsoorten voor, die aangetroffen worden in leefgebieden variërend  van rotsige hellingen tot droog struikgewas.
- De Kustmatorral bestaat uit laag kreupelhout. Deze vegetatie komt voor tussen La Serena in het noorden en Valparaíso in het zuiden. Kenmerkende soorten die hier voorkomen zijn de composietensoort Bahia ambrosioides, de struik Adesmia microphylla en de Fuchsia-soort Fuchsia lycioides.
- De Matorral is een begroeiingstype bestaande uit kreupelhout. Kenmerkende vegetatie voor dit type begroeiing zijn sclerofylle struiken en kleine bomen, cactussen en bromelia's. Typische soorten die hier voorkomen zijn de boomsoorten Lithraea venenosa, Quillaja saponaria, de cactussoort Echinopsis chiloensis en bromelia's uit het geslacht Puya. De ondergroei bestaat uit verschillende soorten kruiden, klimplanten en geofyten.
- De Espinal is een savanna-achtige begroeiing. Hier komen wijdverspreide boomgroepen voor van voornamelijk soorten als Vachellia caven en de stekelige Prosopis chilensis. De ondergroei bestaat uit eenjarige grassoorten, die geïntroduceerd zijn uit het Middellandse Zeegebied. Een groot deel van de Espinal was oorspronkelijk Matorral, maar is in de loop van de tijd afgenomen als gevolg van begrazing door schapen, geiten en runderen.
- De sclerofylle boslanden en bossen waren eens uitgestrekt, maar bestaan nu uit kleine stukjes die zich bevinden in het kustgebergte Cordillera de la Costa en op de uitlopers van de Andes. Deze bossen bestaan voornamelijk uit groenblijvende boomsoorten, zoals Cryptocarya alba, Peumus boldus, Maytenus boaria en de palmensoort Jubaea chilensis.

## Galerij

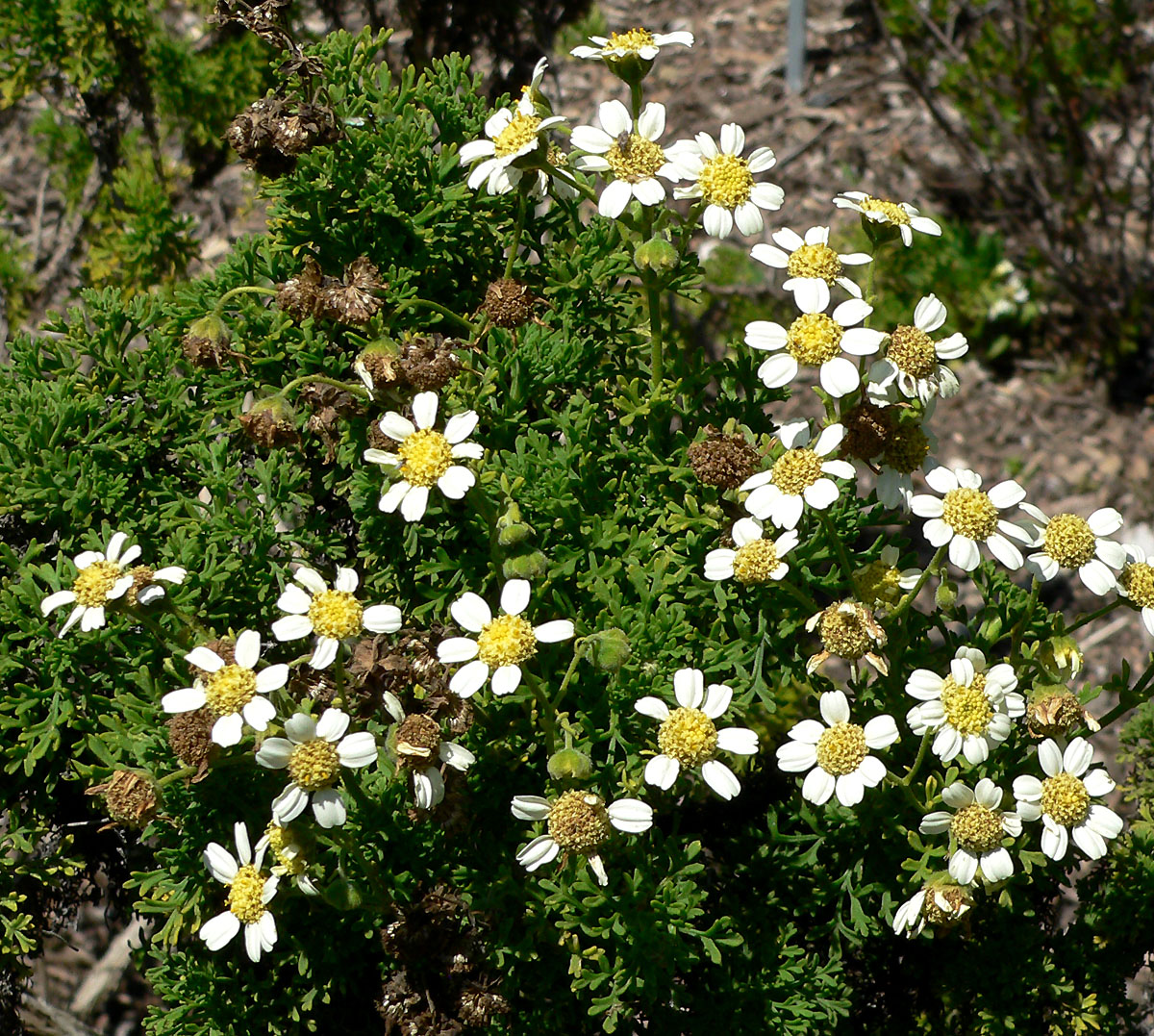
Bahia ambrosioides
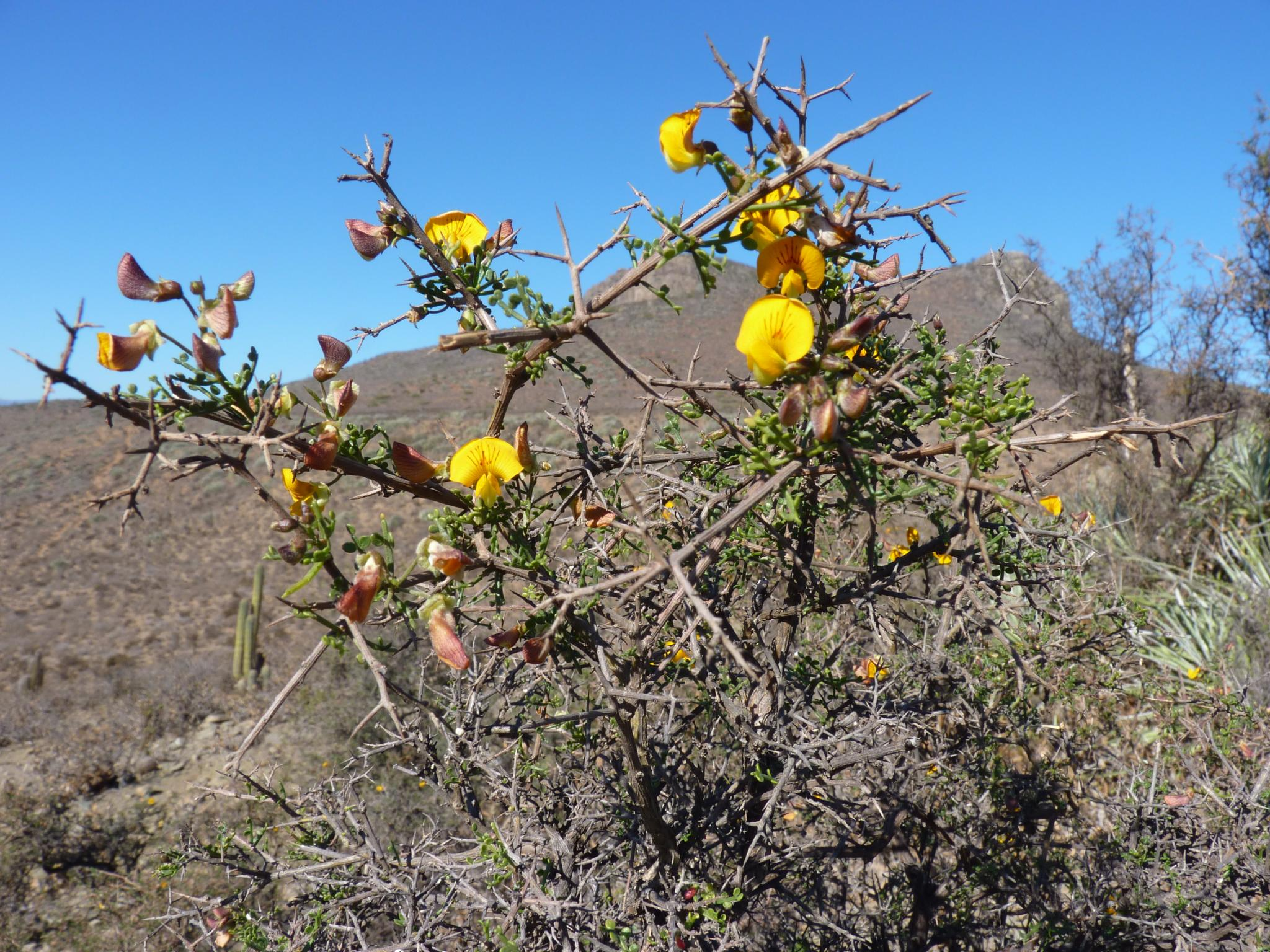
Adesmia microphylla
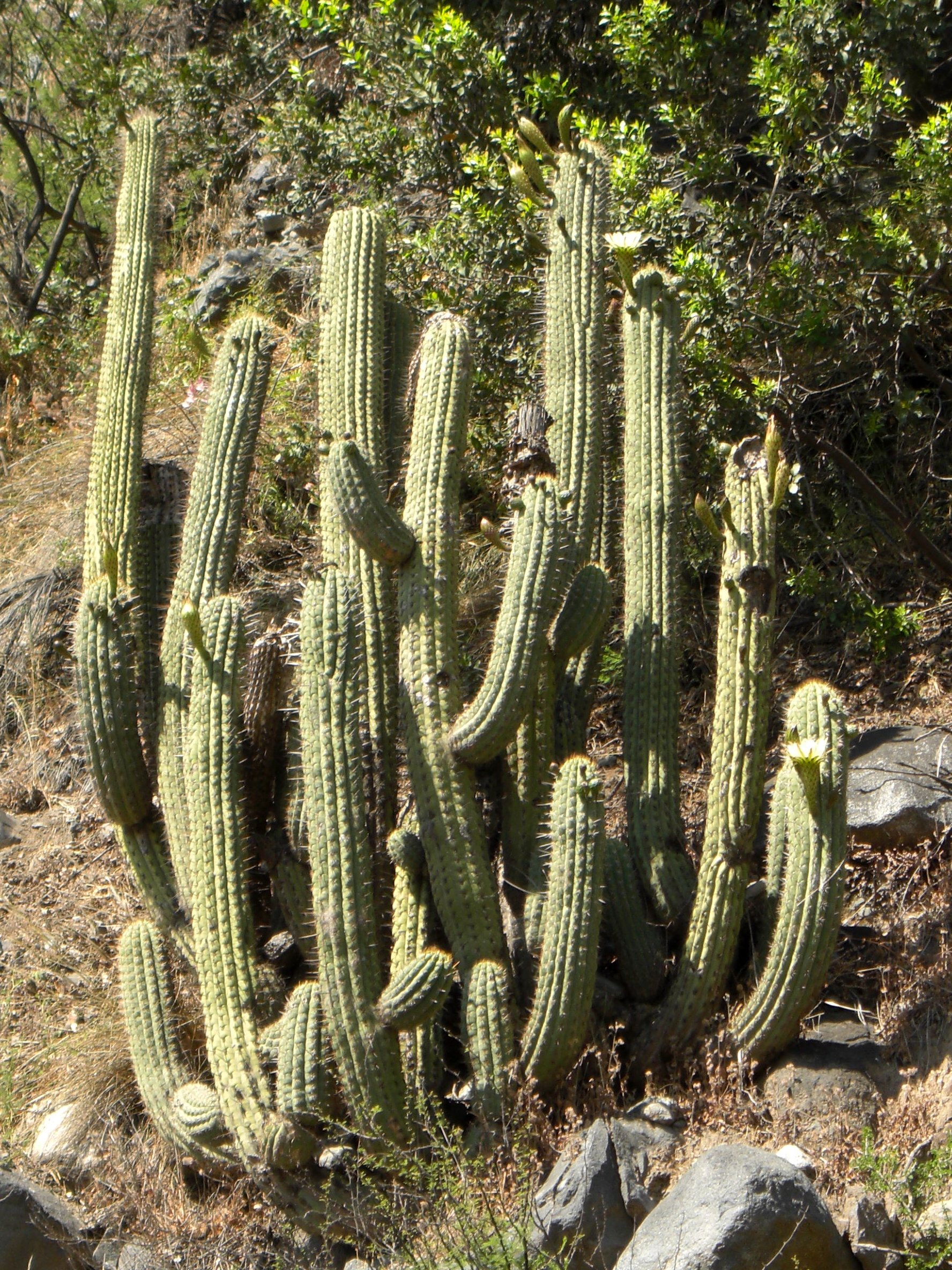
Echiopsis chiloensis
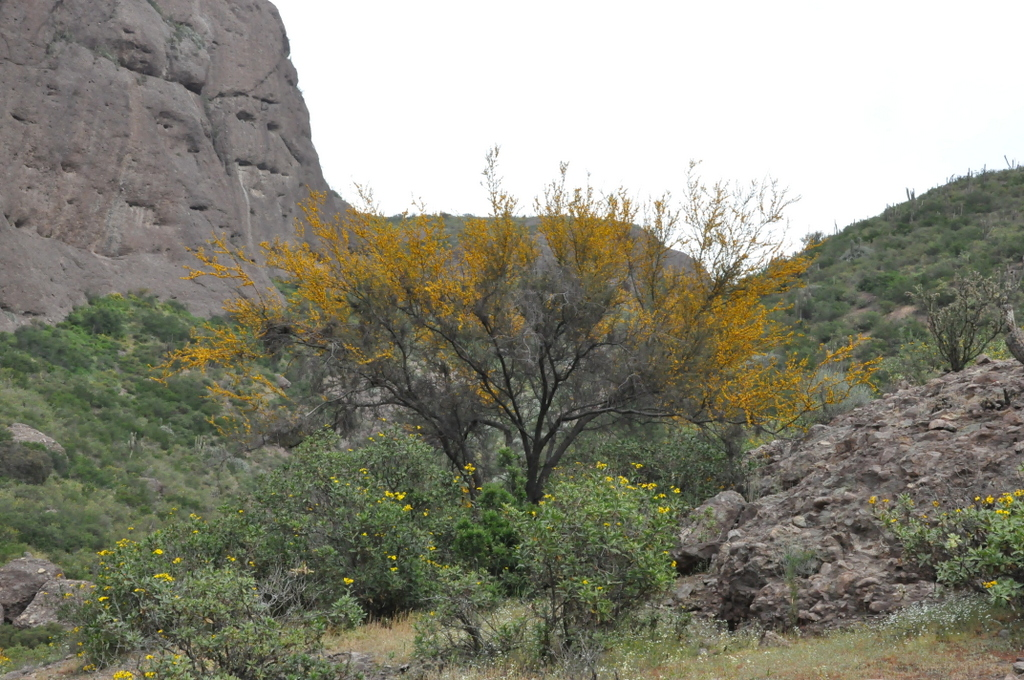
Vachellia caven
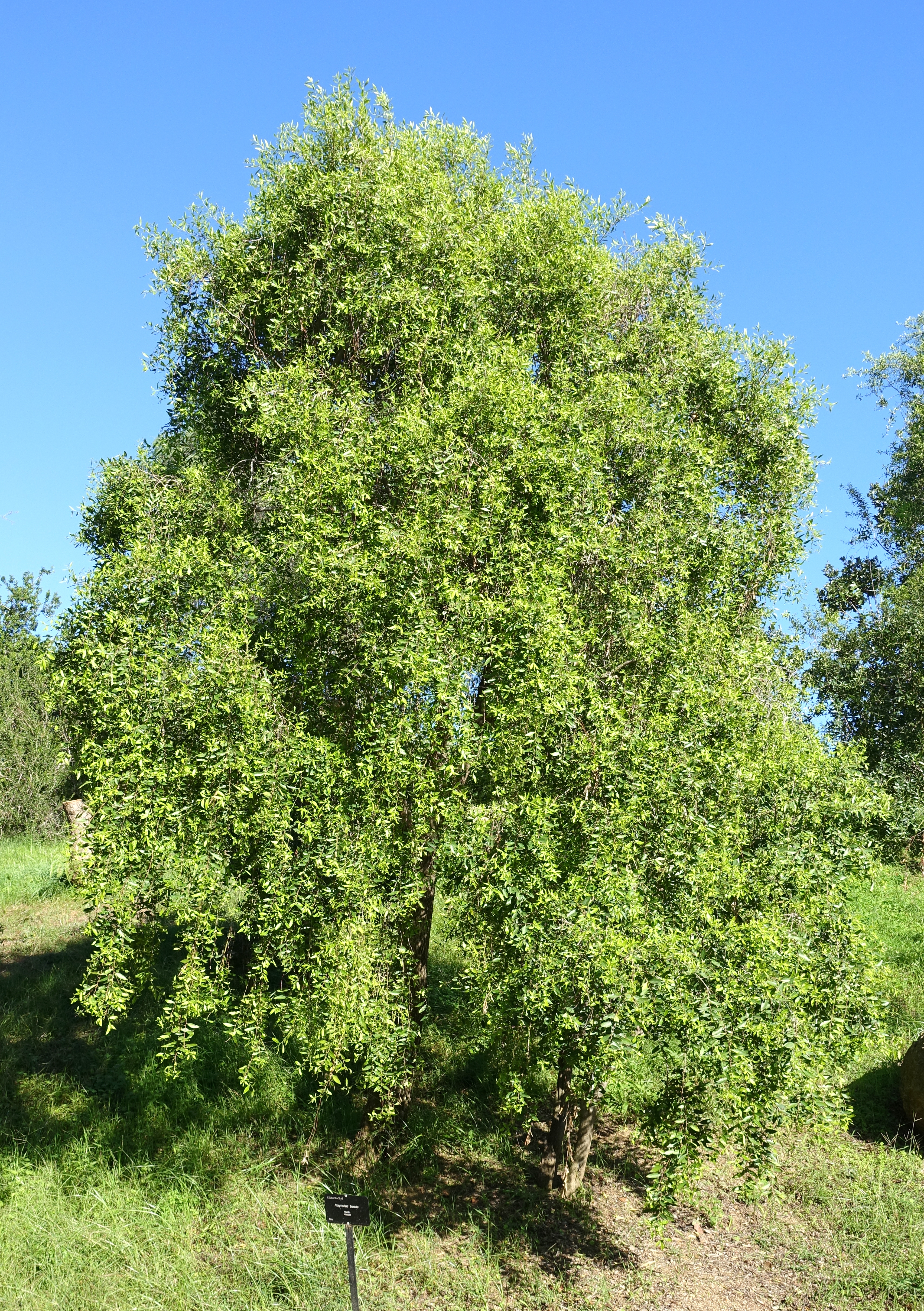
Maytenus boaria
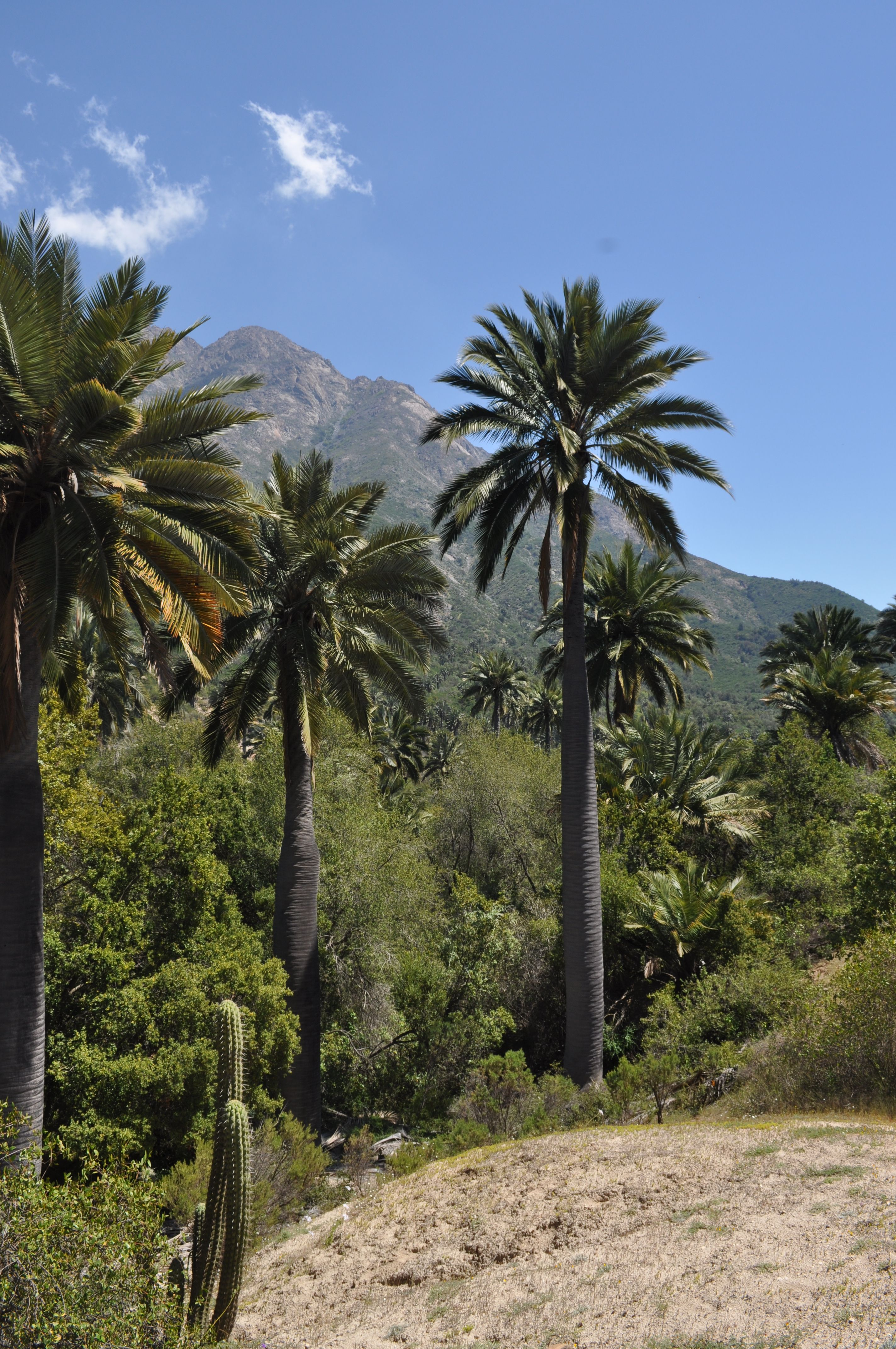
Jubaea chilensis